# Spilinga
Spìlinga è un comune italiano di 1 347 abitanti della provincia di Vibo Valentia in Calabria.

## Geografia fisica
Il centro sorge sulle colline nei contrafforti settentrionali del Monte Poro, a breve distanza dal litorale tirrenico vibonese.

## Origini del nome
Ecco quanto riferisce in un suo saggio il filologo tedesco Gerhard Rohlfs (Berlino, 1892 – Tubinga, 1986), il più grande studioso dei dialetti calabresi, a proposito delle origini del nome "Spìlinga" (Studi e ricerche su lingua e dialetti d'Italia, Sansoni Editore, Firenze, 1972, p. 270):
«Un vocabolo greco particolarmente interessante è il nome del comune di "Spìlinga" [prov. di Catanzaro, quando scriveva Rohlfs e ora in provincia di Vibo Valentia, n.d.r.]. Ma oltre che nome di comune, "Spìlinga" è nome frequente di contrada. Tale nome di contrada risulta per i comuni di Africo, Antonimina, Ardore, Bovalino, Brancaleone, Canolo, Caulonia, Ciminà, Galatro, Gioiosa, Mammola, Oppido, Palizzi, Rizzìconi, Roccaforte, Samo, Santagata del Bianco, Santa Cristina, San Luca (tutti in provincia di Reggio); in provincia di Catanzaro [comprendente nel suo seno anche l'attuale provincia di Vibo Valentia quando scriveva Rohlfs, n.d.r.] troviamo "Spìlinga" nei comuni di Argusto, Borgia, Fabrizia, Santa Caterina e Santa Eufemia Lamezia [oggi comune di Lamezia Terme, n.d.r.]. Deformazione di "Spìlinga" sarà "Pìlinga", frazione di Gasperina. Abbiamo qui l'antico greco σπῆλυγξ (accusativo σπήλυγγα) "grotta", voce che si trova in Aristotele e in Teocrito. Da questa base greca fu preso in un'epoca anteriore a Cicerone il latino spelùnca [donde l'italiano "spelónca", n.d.r.]. Ma in Grecia la parola è sparita ben presto, sostituita da σπήλαιον [donde il nostro "speleologia", n.d.r.]. L'antico vocabolo non è più conosciuto in Grecia: era già scomparso nei primi secoli della nostra era; non esiste più in nessun dialetto neogreco, e non se ne conosce nessun esempio nella toponomastica greca. Ma la voce ha resistito sino al secolo passato [il sec. XIX, n.d.r.] nel dialetto greco di Bova: preziosissimo documento di un antico ellenismo, come tanti altri antichi vocaboli che soli sopravvivono nella grecità calabrese.»
Per il Rohlfs quindi questo termine sarebbe la riprova che il greco calabrese, ancora ben vivo nel secolo XIX, e trascinatosi stancamente fino alla metà del secolo XX, periodo in cui il Rohlfs lo studiò, nella Bovesìa (così viene chiamata l'area grecofona dell'Aspromonte), non era discendente dalla medievale koinè bizantina ma discendeva autonomamente dalla parlata greca antica propria della Magna Grecia.

## Storia

### Simboli
Lo stemma e il gonfalone sono stati concessi con DPR del 3 luglio 1962. Lo stemma si può blasonare:
Il gonfalone è un drappo partito di bianco e di azzurro.

## Monumenti e luoghi d'interesse

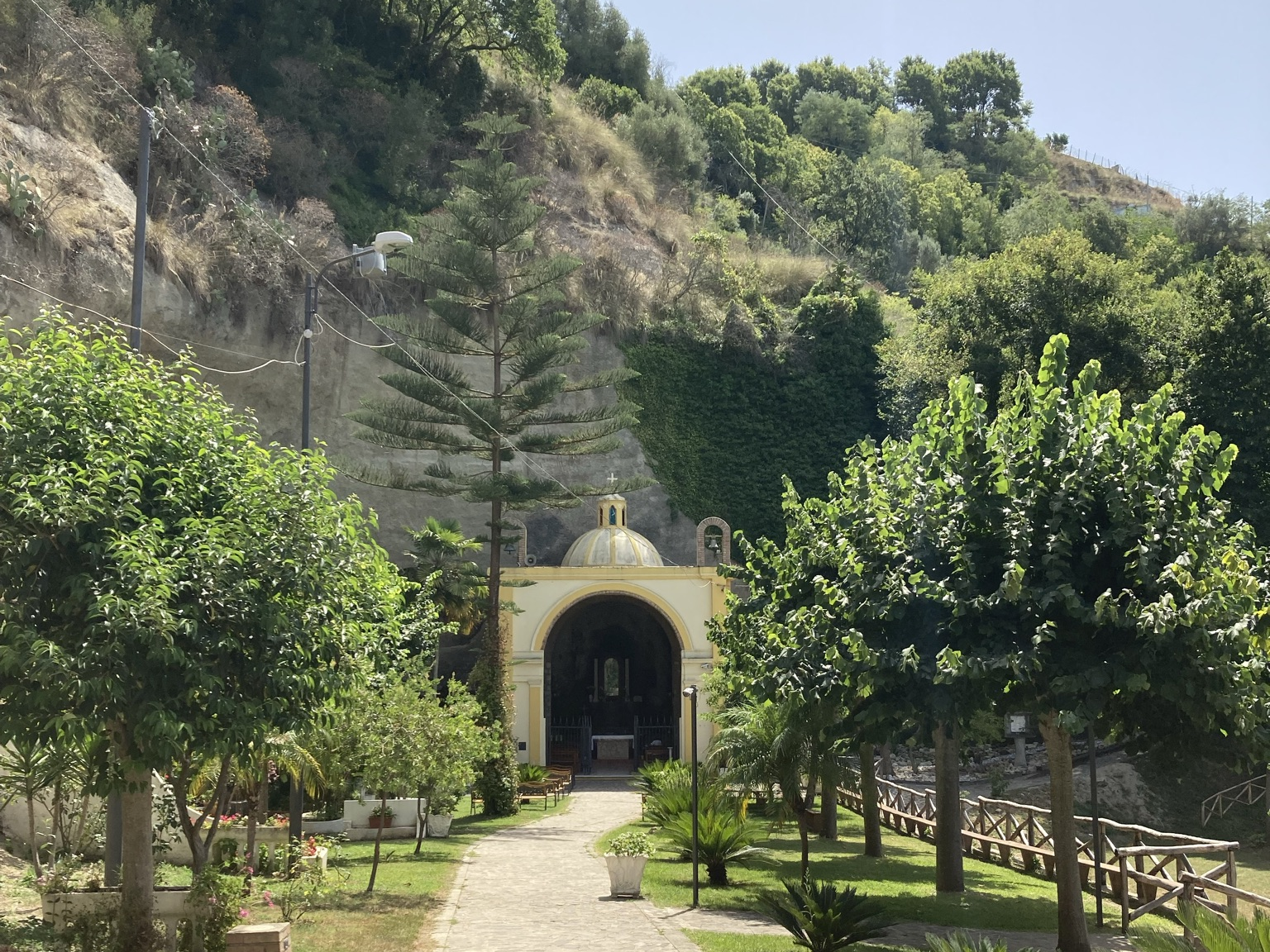
Santuario della Madonna della Fontana

### Madonna delle Fonti
Il santuario della Madonna della Fontana, o delle Fonti, si trova a breve distanza dall'abitato, in un'antica grotta eremitica. Il culto alla Madonna delle Fonti risale all'inizio del Novecento, da quando, secondo la tradizione orale, la Madonna si manifestò in sogno alla signora Domenica Muià, invitandola ad andare nel luogo dove ora sorge il santuario. Nel punto in cui oggi si conserva la nicchia originale, la signora Muià avrebbe trovato la statua della Madonna. La chiesetta fu costruita nel 1920, e con il passare del tempo è divenuta meta di pellegrinaggi.

### Altri luoghi di interesse
- Chiesa di San Giovanni Battista: la struttura risale al 1645[5]
- Chiesa di Carciadi: dedicata a santa Maria della Misericordia, fa capolino dal punto più alto dell'abitato
- Chiesa di Panaìa: dedicata alla Madonna dei Cento Ferri.
- Acquedotto rurale: a circa due chilometri dall'abitato, sulla strada per Vibo Valentia. La struttura in pietra ad archi dell'acquedotto, risalente alla seconda metà del XIX secolo, rievoca lo stile degli antichi acquedotti romani[6]
- Grotte eremitiche: nei dintorni di Spilinga si trovano diverse grotte, per la maggior parte grotte naturali, scelte dagli eremiti in epoca medievale come luogo di rifugio e di preghiera. Di particolare interesse è la grotta di San Leo, nella valle fra Spilinga e Carìa, in cui rimangono cinque frammenti di affreschi del XVI sec.[7]
- Valle Ruffa: attraversata dalla fiumara del Capo Vaticano, o della Ruffa[8], si estende lungo i confini dei Comuni di Drapia, Spilinga e Ricadi. Molto interessante sotto l'aspetto naturalistico, ospita una ricca varietà di fauna e di flora (è presente fra l'altro una rara felce tropicale, la Woodwardia radicans). La valle è interessante anche da un punto di vista storico: lungo il percorso del torrente si incontrano i resti di antichi mulini, alcuni ancora ben conservati, altri ridotti a ruderi. La gran parte di questi mulini è stata attiva fino agli anni cinquanta e costituiva un'importante risorsa economica

## Società

### Evoluzione demografica
Abitanti censiti

### Etnie e minoranze straniere
Secondo i dati ISTAT al 31 dicembre 2010 i cittadini stranieri residenti erano 71 persone.
Le nazionalità maggiormente rappresentate in base alla loro percentuale sul totale della popolazione residente erano:
- Romania 30 (1,99%)
- Ucraina 14 (0,93%)

## Cultura
L'8 agosto di ogni anno si tiene la Sagra della 'nduja, un insaccato di parti povere del maiale.

## Economia
Le risorse principali del comune di Spilinga sono l'agricoltura e l'allevamento di bovini e di suini: nota è la 'nduja, un salume prodotto con le parti grasse del suino, con l'aggiunta del peperoncino piccante calabrese; ogni anno l'8 agosto si celebra la sagra della 'nduja.
Sebbene il comune non ne sia naturalmente vocato, recentemente anche il turismo estivo sta assumendo un ruolo importante per il comune, grazie soprattutto alla stretta vicinanza con le località balneari del comune di Ricadi e di Tropea per cui offre sistemazioni extra-alberghiere.
È anche sede dal 2010 del "Festival internazionale della lyra del Mediterraneo".

## Infrastrutture e trasporti
Il territorio comunale è attraversato dalle strade provinciali 23 e 24.

## Amministrazione
| Periodo           | Periodo           | Primo cittadino     | Partito                             | Carica                    | Note |
| ----------------- | ----------------- | ------------------- | ----------------------------------- | ------------------------- | ---- |
| 23 aprile 1995    | 13 giugno 1999    | Annunziato Pugliese | Partito Popolare Italiano           | sindaco                   |      |
| 13 giugno 1999    | 13 giugno 2004    | Annunziato Pugliese | lista civica                        | sindaco                   |      |
| 13 giugno 2004    | 26 novembre 2004  | Franco Barbalace    | lista civica                        | sindaco                   |      |
| 26 novembre 2004  | 4 aprile 2005     |                     |                                     | commissario straordinario |      |
| 4 aprile 2005     | 29 marzo 2010     | Franco Barbalace    | lista civica                        | sindaco                   |      |
| 29 marzo 2010     | 31 maggio 2015    | Franco Barbalace    | lista civica                        | sindaco                   |      |
| 31 maggio 2015    | 5 giugno 2016     |                     |                                     | commissario straordinario |      |
| 5 giugno 2016     | 21 maggio 2019    | Armando Fiamingo    | lista civica Rinascita per Spilinga | sindaco                   |      |
| 21 maggio 2019    | 21 settembre 2020 | Maria Rosa Luzza    |                                     | commissario straordinario |      |
| 21 settembre 2020 | in carica         | Enzo Fulvio Marasco | lista civica Spilinga unita         | sindaco                   |      |